# 曼徹斯特聯女子足球會
曼徹斯特聯女子足球會（英語：Manchester United Women Football Club，本條目中簡稱曼聯女足或曼聯）是一間英格蘭職業女子足球會，總部位於大曼徹斯特索爾福德市郊的布勞頓（Broughton），距離曼徹斯特市中心約1.5英里（2.4），現時在英格蘭最高級別女子足球聯賽—英格蘭女子足球超級聯賽（簡稱女子英超、女足英超或WSL）中角逐。曼聯女足於2018-19年度的英格蘭足球總會女子冠軍聯賽（FA Women's Championship，第二級別聯賽，簡稱女子英冠或女足英冠）奪冠後升班。
現時的球隊主場是位於利鎮的利鎮體育村（Leigh Sports Village），但當曼聯訓練場地之一的克里夫球場（The Cliff）重建工程完成後，曼聯女足將遷往該處。

## 歷史

### 1970年代–2001年：非官方球隊
1970年代末，一支名為「曼聯球迷會女子足球隊」（Manchester United Supporters Club Ladies）的女子足球隊成立，被非官方地認為是曼聯的女子一隊。到了1989年，他們成為西北區女子足球聯賽（North West Women's Regional Football League）的創會球隊。這支女子隊在90年代英格蘭足總女子國家聯賽（FA Women's National League）的各級賽事中變得越來越具競爭力。

### 2001年–2005年：合作與解散
2001年，曼聯終於跟曼聯球迷會女子足球隊建立官方合作關係。然而好景不常，球隊成績自此開始停滯不前，連續數年在第三級別聯賽位列中游。四年後（2005年），就在马尔科姆·格雷泽完成收購曼聯、並表明無利可圖的女子隊並不是曼聯的「核心業務」一部份之後，曼聯球迷會女子足球隊宣告解散。曼聯一位媒體發言人也表示球會希望專注於其女子足球訓練學院，而不是發展正規女子隊。

### 2018年至今：現有球隊

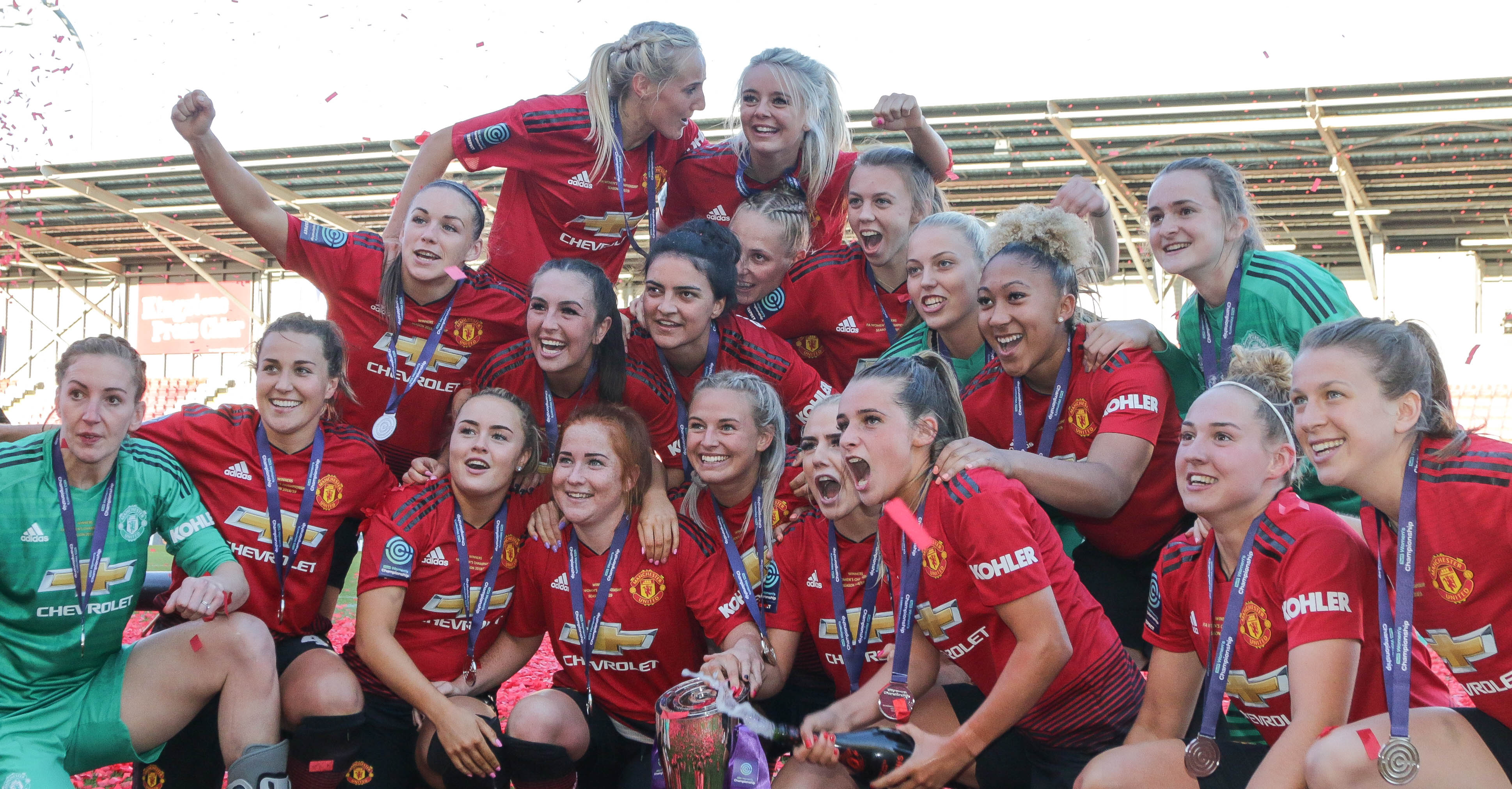
曼聯女足慶祝奪得2018-19年度英足總女子冠軍聯賽錦標；這是他們的首個冠軍聯賽參賽賽季。

2018年3月，曼聯宣佈有意重組女子足球隊。同年5月28日，就在他們成功申請加入新成立的英足總女子冠軍聯賽之後，曼徹斯特聯女子足球會正式成軍。這標誌著曼聯缺席女子足球13年之後再度回歸，雖然期間曼聯女子青年隊因有曼聯慈善基金會（The Manchester United Foundation）的支持而仍然存在，而且透過青訓中心也培養出諸如伊茲·基斯甸臣（Izzy Christiansen）和姬蒂·澤林等優秀的女子球員。前英格蘭名將凯茜·斯托尼（Casey Stoney）於6月8日獲委任為球隊首任領隊，21人大軍名單也於一個多月後正式公佈。
曼聯女足的回歸首戰是2018年8月19日對陣利物浦的女子聯賽盃賽事，他們作客以1–0打開勝利之門，利茲·阿諾特（Lizzie Arnot）射入他們睽違13年的首個一隊正式賽事入球。三個禮拜後，他們在首場聯賽賽事以12–0作客蹂躪阿士東維拉，一鳴驚人。2019年4月17日，當曼聯以5-0再次戰勝阿士東維拉後，已取得足夠積分，翌季篤定升班超級聯賽。三天後，他們在主場再以7-0橫掃水晶宮，宣告在女子英冠封后，首季參戰英冠便取得冠軍。同年5月，曼聯女足在2019年英格蘭足總頒獎禮上獲選為女子英冠年度最佳球隊。
歇暑後，曼聯女足隨即投入超級聯賽的處子戰－在曼徹斯特市球場作客曼城女足，這場曼市女子打吡共有破聯賽紀錄的31,213名球迷進場，但曼聯以0-1惜敗。隨著2019冠状病毒病疫情在英國爆發，曼聯女足的首季頂級聯賽賽季也被逼半途腰斬，他們以場均得分（總得分除以作賽場數）準則排名聯賽第四位。最後一場比賽是2月23日對戰愛華頓的賽事，這是愛華頓女足新主場沃爾頓莊園公園球場（Walton Hall Park）舉行的首場比賽，曼聯的莉亞·高頓射入兩球，加上中場球員艾拉·托妮的一個入球，帶領球隊以3–2戰勝對手。
曼聯女足的盃賽成績相比之下則較為遜色。在2019-20賽季足總盃第四圈3-2敗給曼城，成軍後首次在淘汰賽首圈出局。聯賽盃的成績較為優秀，2018-19賽季起連續兩年闖進準決賽，僅以1-0敗給最終冠軍車路士。但2020-21賽季卻意外在分組賽敬陪末席，未能晉級淘汰賽。

## 比賽場地
在他們參加2018-19年度女子英冠後，曾表示會以位於索爾福德布勞頓的克里夫球場（The Cliff）作為主場，但要先等待重建工程完成才能成事。現時他們仍然暫時以利鎮體育村（Leigh Sports Village）為主場。而位於曼徹斯特市南部的莫斯巷球場（Moss Lane）則為後備主場。另外，埃文球場（Ewen Fields）也曾經在2019年2月作為應急球場舉行了足總盃正賽第五圈對倫敦蜜蜂隊（London Bees）的賽事。而奧脫福球場也會舉行部份賽事，主要是當男子隊沒有賽事時使用。

## 球員

### 現役球員

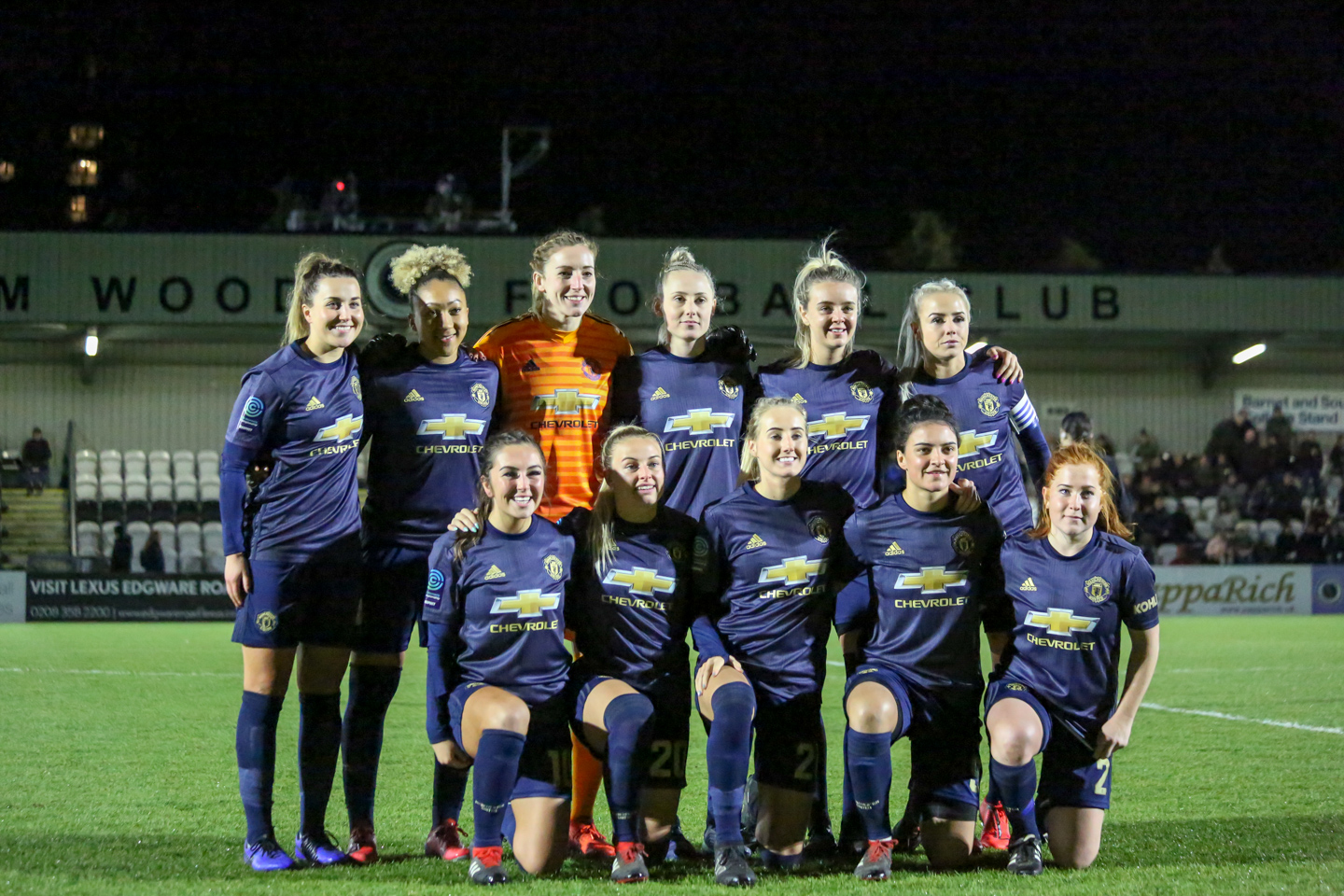
2019年2月曼聯女足對阿仙奴賽前留影

最後更新：2023年9月6日
註釋：國旗表示球員在國際足聯資格規則定義的國家隊。球員可能擁有一個以上非國際足聯國籍。
| 號碼 |        | 位置 | 球員             |
| ---- | ------ | ---- | ---------------- |
| 4    | 英格兰 | 后卫 | 瑪雅·拿·鐵斯     |
| 5    | 爱尔兰 | 后卫 | 奧菲·曼尼恩      |
| 6    | 英格兰 | 后卫 | 漢娜·布倫德爾    |
| 7    | 英格兰 | 前锋 | 埃拉·图恩        |
| 8    | 挪威   | 中场 | 维尔德·伯厄·里萨 |
| 9    | 蘇格蘭 | 前锋 | 瑪花·湯瑪士      |
| 10   | 英格兰 | 中场 | 凯蒂·泽勒姆      |
| 11   | 英格兰 | 前锋 | 莉亞·高頓        |
| 12   | 威尔士 | 中场 | 希莉·拉特        |
| 13   | 德国   | 前锋 | 伊凡娜·富蘇      |
| 14   | 加拿大 | 后卫 | 潔德·里維耶爾    |
| 15   | 威尔士 | 后卫 | 傑瑪·伊雲斯      |

| 號碼 |        | 位置 | 球員            |
| ---- | ------ | ---- | --------------- |
| 16   | 挪威   | 中场 | 莉莎·納爾遜     |
| 17   | 西班牙 | 前锋 | 露西亞·加西亞   |
| 19   | 加拿大 | 前锋 | 阿德里安娜·利昂 |
| 20   | 日本   | 中场 | 宮澤日向        |
| 21   | 英格兰 | 后卫 | 米莉·端納       |
| 22   | 英格兰 | 前锋 | 妮基塔·帕里斯   |
| 23   | 巴西   | 前锋 | 蓋斯            |
| 25   | 英格兰 | 后卫 | 伊維·拉約翰     |
| 27   | 英格兰 | 门将 | 瑪麗·厄普斯     |
| 28   | 英格兰 | 前锋 | 蕾切尔·威廉斯   |
| 32   | 英格兰 | 门将 | 蘇菲·巴格利     |
| 34   | 蘇格蘭 | 中场 | 艾瑪·屈臣       |

#### 外借球員
註釋：國旗表示球員在國際足聯資格規則定義的國家隊。球員可能擁有一個以上非國際足聯國籍。
| 號碼 |        | 位置 | 球員                                     |
| ---- | ------ | ---- | ---------------------------------------- |
| 26   | 英格兰 | 中场 | 葛莉絲·克林頓（外借熱刺至2024年6月30日） |

## 後備隊和青訓學校
雖然曼聯在一段長時間內沒有正式的女子一隊，但他們仍然一直按照足總的規則營運女子足球訓練學校，培訓16歲以下級別的女子足球員。曼聯慈善基金會也向大曼徹斯特區域內所有年齡層的女性提供足球指導。在2019-20賽季之前，曼聯首次派出一支全職的U21女子隊參加女子英超青訓聯賽（FA WSL Academy League），由夏洛特·希莉（Charlotte Healy）領軍。此前一季，曼聯曾派出發展隊出戰女子英超青訓盃（WSL Academy Cup），並於決賽對陣阿仙奴。

## 教練團隊

### 現役職員
最後更新：2021年7月19日
| 職位           | 職員              |
| -------------- | ----------------- |
| 主教練         | 馬爾克·斯基納（Marc Skinner） |
| 副教練         | 馬田·豪（Martin Ho）       |
| 守門員教練     | 伊恩·韋確特（Ian Willcock）   |
| 體能教練       | 艾利·端納（Elle Turner）     |
| 體能阪狀態教練 | 湯美·文迪（Tommy Munday）     |

### 統計數據
資料截至2023年5月27日為止準確。僅計算正式比賽。
| 圖像 | 姓名          | 國籍   | 由            | 至            | P  | W  | D  | L  | GF  | GA | Win%  | 獲獎／榮譽        | 附註          |
| ---- | ------------- | ------ | ------------- | ------------- | -- | -- | -- | -- | --- | -- | ----- | ----------------- | ------------- |
|      | 卡西·史東妮   | 英格兰 | 2018年6月8日  | 2021年5月16日 | 63 | 44 | 6  | 13 | 188 | 46 | 69.84 | 女子英冠冠軍－1次 | [ 10 ] [ 34 ] |
|      | 馬爾克·斯基納 | 英格兰 | 2021年7月29日 | 現在          | 61 | 40 | 12 | 9  | 138 | 56 | 65.57 |                   | [ 35 ]        |

## 榮譽和獎項
- 英足總女子冠軍聯賽冠軍
  - 冠軍：2018-19[14]

## 球季

### 賽季總結
| 賽季    | 聯賽級別 | P    | W    | D    | L    | F    | A    | Pts  | Pos  | 女子足總盃 | 女子聯賽盃 | 姓名            | 入球   |
| 賽季    | 聯賽     | 聯賽 | 聯賽 | 聯賽 | 聯賽 | 聯賽 | 聯賽 | 聯賽 | 聯賽 | 女子足總盃 | 女子聯賽盃 | 神射手          | 神射手 |
| ------- | -------- | ---- | ---- | ---- | ---- | ---- | ---- | ---- | ---- | ---------- | ---------- | --------------- | ------ |
| 2018-19 | 英冠     | 20   | 18   | 1    | 1    | 98   | 7    | 55   | 1    | 半準決賽   | 準決賽     | 潔西卡·薜斯禾夫 | 18     |
| 2019-20 | 英超     | 14   | 7    | 2    | 5    | 24   | 12   | 23   | 4    | 第四圈     | 準決賽     | 羅倫·占士       | 9      |
| 2020-21 | 英超     | 22   | 15   | 2    | 5    | 44   | 20   | 47   | 4    | 第五圈     | 分組賽     | 艾拉·托妮       | 10     |
| 2021–22 | 英超     | 22   | 12   | 6    | 4    | 45   | 22   | 42   | 4    | 第五圈     | 準決賽     | 艾莉西亞·羅素   | 11     |
| 2022–23 | 英超     | 22   | 18   | 2    | 2    | 56   | 12   | 56   | 2    | 亞軍       | 分組賽     | 艾莉西亞·羅素   | 13     |

## 外部連結
- 官方网站
- MU Women's News （页面存档备份，存于） – 曼聯官方網站女足新聞
- MU Women's Videos （页面存档备份，存于） – 曼聯官方網站女足影片